# Стокертаун (Пенсільванія)
Стокертаун (англ. Stockertown) — місто (англ. borough) в США, в окрузі Нортгемптон штату Пенсільванія. Населення — 919 осіб (2020).

## Географія
Стокертаун розташований за координатами 40°45′18″ пн. ш. 75°15′47″ зх. д. / 40.75500° пн. ш. 75.26306° зх. д. (40.754907, -75.262956).  За даними Бюро перепису населення США в 2010 році місто мало площу 2,58 км², з яких 2,51 км² — суходіл та 0,07 км² — водойми.

## Демографія
Згідно з переписом 2010 року, у селищі мешкало 927 осіб у 347 домогосподарствах у складі 258 родин. Густота населення становила 359 осіб/км².  Було 362 помешкання (140/км²).
Расовий склад населення:
| - 97,7 % — білих - 0,5 % — азіатів - 0,3 % — чорних або афроамериканців - 0,2 % — корінних американців |

До двох чи більше рас належало 0,6 %. Частка іспаномовних становила 3,0 % від усіх жителів.
За віковим діапазоном населення розподілялося таким чином: 27,4 % — особи молодші 18 років, 61,9 % — особи у віці 18—64 років, 10,7 % — особи у віці 65 років та старші. Медіана віку мешканця становила 36,8 року. На 100 осіб жіночої статі у селищі припадало 98,1 чоловіків;  на 100 жінок у віці від 18 років та старших — 94,5 чоловіків також старших 18 років.
Середній дохід на одне домашнє господарство  становив 90 505 доларів США (медіана — 80 278), а середній дохід на одну сім'ю — 101 060 доларів (медіана — 90 833). Медіана доходів становила 63 750 доларів для чоловіків та 46 389 доларів для жінок. За межею бідності перебувало 6,1 % осіб, у тому числі 7,5 % дітей у віці до 18 років та 9,3 % осіб у віці 65 років та старших.
Цивільне працевлаштоване населення становило 555 осіб. Основні галузі зайнятості: освіта, охорона здоров'я та соціальна допомога — 28,6 %, науковці, спеціалісти, менеджери — 13,3 %, роздрібна торгівля — 13,0 %.